# Herrengasse (Bern)

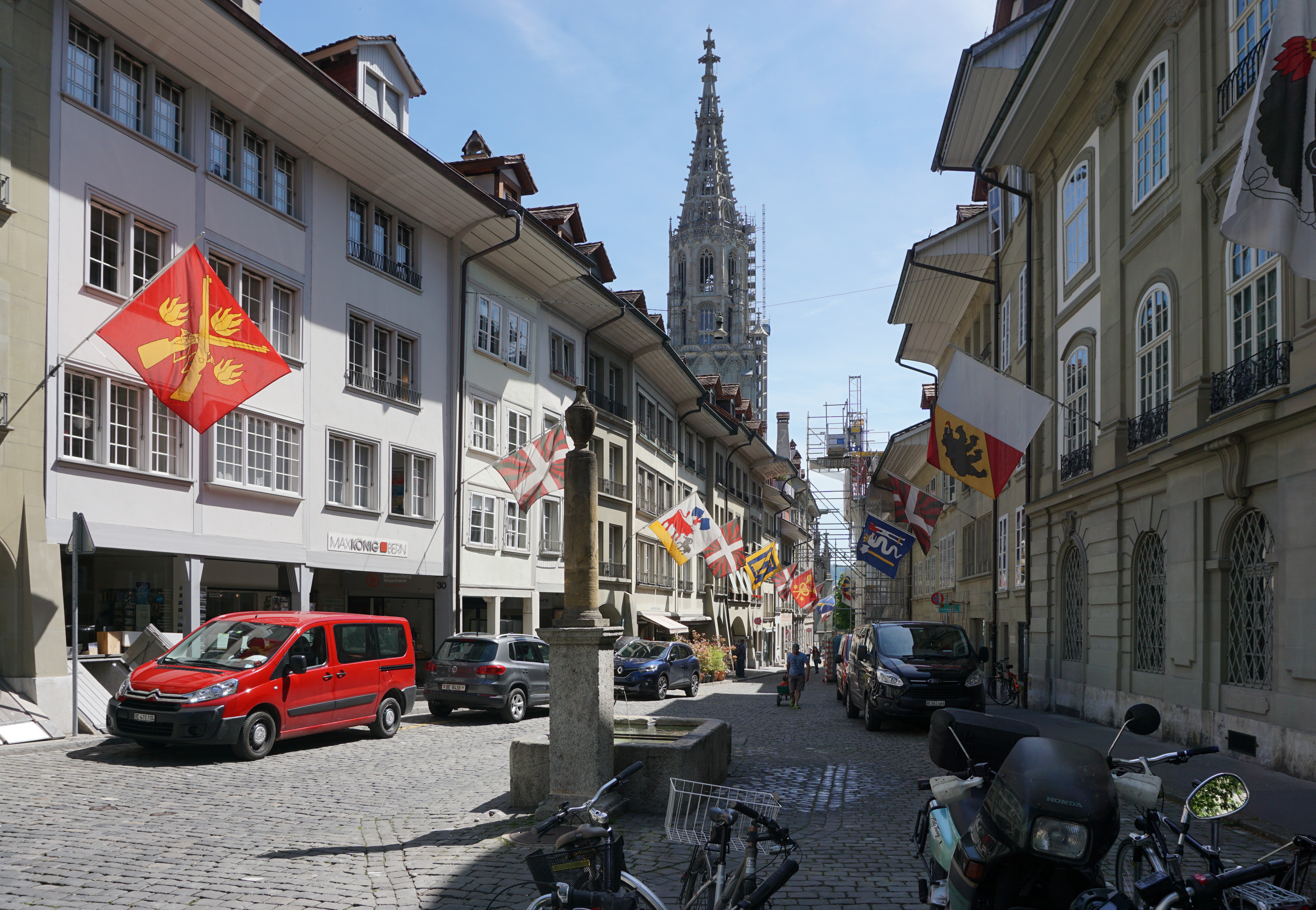
Die Herrengasse vom Casino zum Münster

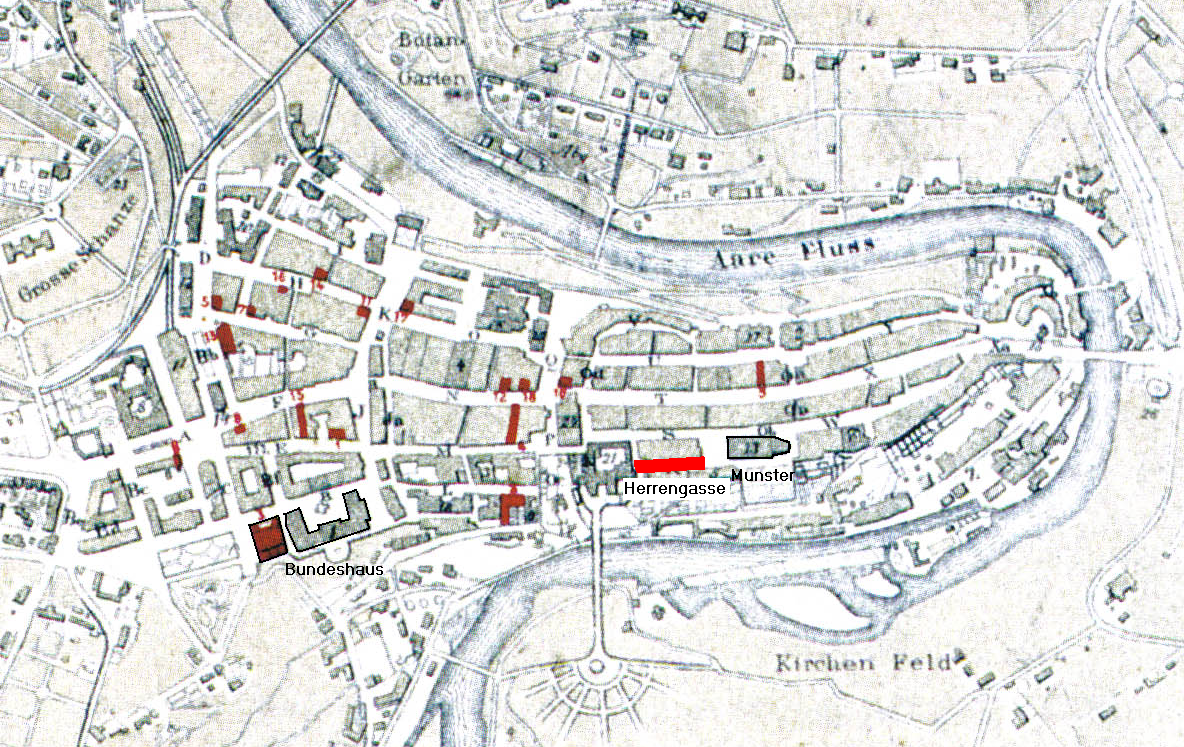
Bern Herrengasse 1882

Die Herrengasse bildet einen Teil der UNESCO-geschützten Berner Altstadt und besteht seit der Stadtgründung unter verschiedenen Namen.

## Lage
Die Herrengasse befindet sich in der Unteren Altstadt von Bern. Sie beginnt im Westen am Casinoplatz und endet im Süden mit der Fricktreppe am Münsterplatz. Die Häuser der Südseite stehen am Aarehang, traufseitig zur Gasse. Sie verläuft südlich parallel zur Münstergasse.

## Geschichte
Die Herrengasse wurde als vicus de Egerdon 1312 und als herrengaß von Egerdon 1316 erstmals erwähnt, bevor sie im 16. Jh. ihren heutigen Namen erhielt. Ein vermutlich von Schultheiss Burkard von Egerdon 1256 erbautes Haus wurde am 19. November 1271 von Heinrich von Egerdon verkauft. Am unteren, östlichen Ende der Gasse befand sich bis zur Gründung des weltlichen Chorherrenstifts 1485 das Kloster im Reuental und das Deutschordenshaus. Am westlichen, oberen Ende stiess die Gasse an das Barfüsserkloster und das Schulgässchen. Aus dem Franziskanerkloster wurde nach der Reformation die 1577 neugebaute Lateinschule und das Schulgässchen, nach dem Bau der Universitätsbibliothek, zum Bibliotheksgässchen. Als 1905 anstelle der Hochschule das Casino gebaut wurde, verlängerte man die Herrengasse durchgehend zum neuen Casinoplatz.

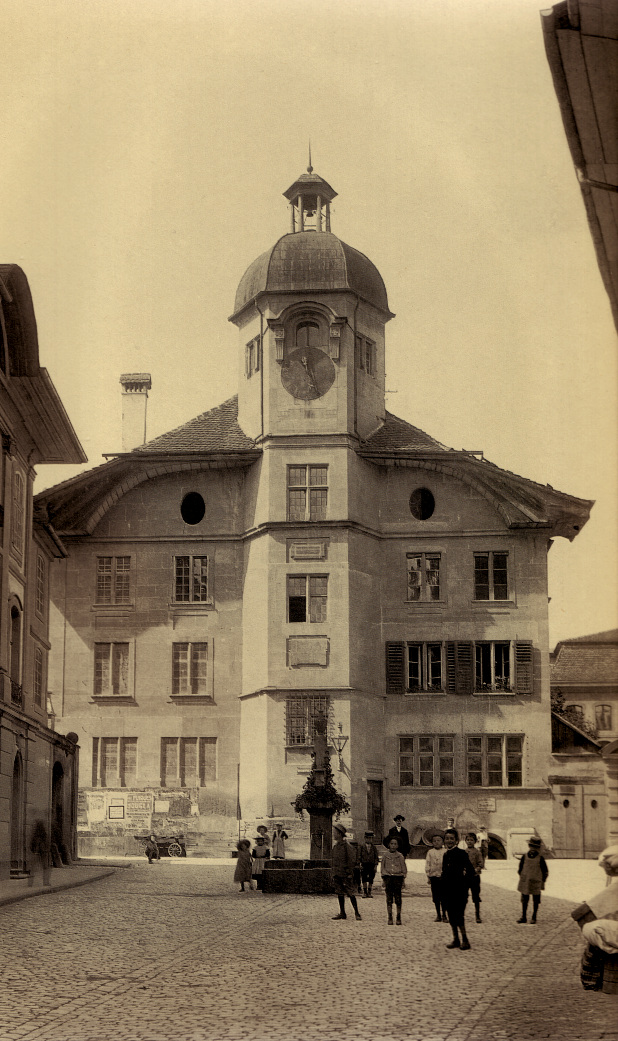
Die alte Lateinschule von 1577 an der oberen Herrengasse nahm nach dem Bau des Gymnasiums am Waisenhausplatz (1885) bis 1903 die Hochschulbibliothek auf. Das Gebäude wurde 1906 abgebrochen

## Häuser
Neben einigen in traditioneller Holzbauweise erhaltenen Bürgerhäusern dominieren südseitig das 1762–1764 von Erasmus Ritter umgestaltete Von-Wattenwyl-Haus und an der Einmündung zum Münsterplatz das nach Plänen von Albrecht Stürler für Beat Jakob Tscharner gebaute Tscharnerhaus. Abraham Ahasver von Tscharner liess zwischen 1756 und 1764 die angrenzenden Häuser abreissen und vermutlich durch Niklaus Sprüngli das heutige Haus Nummer 4 erstellen. Gegenüber stehen mit den Nummern 3, 5, 9 und 13 die zusammengebauten Münsterpfarrhäuser. Das obere Ende bildet seit 1906 das als spätbarockes, klassizistisches Konzert- und Gesellschaftshaus erbaute Casino. Im Gebäude gegenüber befindet sich einerseits die seit der Gründung um 1535 bestehende und 2014 bis 2016 durch die Burgergemeinde Bern umfassend umgebaute Bibliothek Münstergasse, als älteste Abteilung der Universitätsbibliothek, und andererseits die Burgerbibliothek.

## Brunnen
Vor dem Von-Wattenwyl-Haus steht in der Gassenmitte der Herrengassbrunnen. Er wurde im 15. Jahrhundert als Sodbrunnen benutzt und 1636 an die Trinkwasserleitung angeschlossen. Die bestehenden Becken sind aus den Jahren 1740 und 1749. Die Brunnensäule mit der Vase wird Erasmus Ritter zugeschrieben.

## Anwohner
An der Herrengasse lebte der Schriftsteller Klaus Schädelin, der Autor des Jugendbuches Mein Name ist Eugen. Auch die Protagonisten seines Buches, Eugen und Wrigley, wohnen an der Herrengasse.
Der spätere CIA-Direktor Allen Dulles wohnte während des Zweiten Weltkrieges ab 1942 im Von-Wattenwyl-Haus an der Herrengasse 23 und nahm von dort aus seine Aufgaben als OSS-Agent war.